# Championnat d'Europe masculin de water-polo 2006
Navigation
Kranj 2003 Malaga 2008
Le Championnat d'Europe de masculin water-polo 2006 est la vingt-septième édition du Championnat d'Europe masculin de water-polo, compétition organisée par la Ligue européenne de natation (LEN) et rassemblant les meilleures équipes masculines européennes. Il se déroule à Belgrade, en Serbie, du 1er au 10 septembre 2006.

## Acteurs du tournoi

### Équipes qualifiées
| Compétition               | Date           | Lieu            | Places | Qualifiés                                         |
| ------------------------- | -------------- | --------------- | ------ | ------------------------------------------------- |
| Pays organisateur         | -              | -               | 1      | Serbie                                            |
| Championnat d'Europe 2003 | 6-15 juin 2003 | Kranj, Slovénie | 5      | Croatie Hongrie Russie Espagne Allemagne          |
| Qualifications            | 7-9 avril 2006 | Multiples       | 6      | Italie Grèce Slovénie Pays-Bas Roumanie Slovaquie |
| Total                     |                |                 | 12     |                                                   |

## Premier tour

### Groupe A

#### Classement
| Rang | Équipe    | Pts | J | G | N | P | Bp | Bc | Diff |
| ---- | --------- | --- | - | - | - | - | -- | -- | ---- |
| 1    | Serbie    | 15  | 5 | 0 | 0 | 0 | 78 | 34 | +44  |
| 2    | Espagne   | 9   | 5 | 3 | 0 | 2 | 59 | 54 | +5   |
| 3    | Roumanie  | 7   | 5 | 2 | 1 | 2 | 41 | 48 | -7   |
| 4    | Russie    | 6   | 5 | 2 | 0 | 3 | 49 | 53 | -4   |
| 5    | Pays-Bas  | 5   | 5 | 1 | 2 | 2 | 46 | 58 | -12  |
| 6    | Slovaquie | 1   | 5 | 0 | 1 | 4 | 36 | 62 | -26  |

#### Matchs
| 1er septembre 2006 | Roumanie | 8 - 11               | Espagne |  |  |
| 10h00              |          | (2-4, 2-4, 2-1, 2-2) |         |  |  |

| 1er septembre 2006 | Pays-Bas | 11 - 11              | Slovaquie |  |  |
| 13h00              |          | (4-3, 2-3, 3-3, 2-2) |           |  |  |

| 1er septembre 2006 | Serbie | 13 - 6               | Russie |  |  |
| 20h15              |        | (5-1, 3-1, 3-2, 2-2) |        |  |  |

| 2 septembre 2006 | Espagne | 13 - 8               | Slovaquie |  |  |
| 11h30            |         | (3-3, 3-2, 4-0, 3-3) |           |  |  |

| 2 septembre 2006 | Roumanie | 13 - 10              | Russie |  |  |
| 13h00            |          | (2-3, 4-1, 4-3, 3-3) |        |  |  |

| 2 septembre 2006 | Serbie | 17 - 10              | Pays-Bas |  |  |
| 20h15            |        | (6-4, 3-1, 4-3, 4-2) |          |  |  |

| 3 septembre 2006 | Pays-Bas | 8 - 8                | Roumanie |  |  |
| 11h30            |          | (4-2, 2-4, 1-1, 1-1) |          |  |  |

| 3 septembre 2006 | Russie | 10 - 13              | Espagne |  |  |
| 13h00            |        | (1-5, 5-1, 3-5, 1-2) |         |  |  |

| 3 septembre 2006 | Serbie | 19 - 2               | Slovaquie |  |  |
| 20h15            |        | (4-1, 5-0, 6-1, 4-0) |           |  |  |

| 4 septembre 2006 | Russie | 11 - 5               | Pays-Bas |  |  |
| 10h00            |        | (3-0, 2-2, 4-0, 2-3) |          |  |  |

| 4 septembre 2006 | Roumanie | 7 - 6                | Slovaquie |  |  |
| 11h30            |          | (1-2, 4-2, 1-1, 1-1) |           |  |  |

| 4 septembre 2006 | Serbie | 16 - 11              | Espagne |  |  |
| 20h15            |        | (3-1, 5-3, 3-3, 5-4) |         |  |  |

| 5 septembre 2006 | Slovaquie | 9 - 12               | Russie |  |  |
| 11h30            |           | (2-2, 2-4, 1-3, 4-3) |        |  |  |

| 5 septembre 2006 | Pays-Bas | 12 - 11              | Espagne |  |  |
| 13h00            |          | (4-2, 3-4, 4-2, 1-3) |         |  |  |

| 5 septembre 2006 | Serbie | 13 - 5               | Roumanie |  |  |
| 20h15            |        | (4-2, 2-1, 4-1, 3-1) |          |  |  |

### Groupe B

#### Classement
| Rang | Équipe    | Pts | J | G | N | P | Bp | Bc | Diff |
| ---- | --------- | --- | - | - | - | - | -- | -- | ---- |
| 1    | Hongrie   | 15  | 5 | 0 | 0 | 0 | 82 | 41 | +41  |
| 2    | Italie    | 9   | 5 | 3 | 0 | 2 | 57 | 50 | +7   |
| 3    | Grèce     | 7   | 5 | 2 | 1 | 2 | 59 | 48 | +11  |
| 4    | Allemagne | 7   | 5 | 2 | 1 | 2 | 52 | 54 | -2   |
| 5    | Croatie   | 5   | 5 | 1 | 2 | 2 | 57 | 52 | +5   |
| 6    | Slovénie  | 0   | 5 | 0 | 0 | 5 | 33 | 95 | -62  |

#### Matchs
| 1er septembre 2006 | Hongrie | 23 - 6               | Slovénie |  |  |
| 11h30              |         | (5-1, 8-0, 4-2, 6-3) |          |  |  |

| 1er septembre 2006 | Grèce | 11 - 8               | Allemagne |  |  |
| 17h15              |       | (1-1, 4-1, 3-4, 3-2) |           |  |  |

| 1er septembre 2006 | Croatie | 8 - 9                | Italie |  |  |
| 18h45              |         | (2-2, 0-2, 4-3, 2-2) |        |  |  |

| 2 septembre 2006 | Slovénie | 6 - 19               | Grèce |  |  |
| 10h00            |          | (2-5, 1-4, 2-3, 1-7) |       |  |  |

| 2 septembre 2006 | Italie | 8 - 11               | Allemagne |  |  |
| 17h15            |        | (1-4, 2-2, 1-2, 4-3) |           |  |  |

| 2 septembre 2006 | Croatie | 11 - 16              | Hongrie |  |  |
| 18h45            |         | (3-4, 4-3, 1-5, 3-4) |         |  |  |

| 3 septembre 2006 | Allemagne | 14 - 6               | Slovénie |  |  |
| 10h00            |           | (2-2, 5-0, 2-3, 5-1) |          |  |  |

| 3 septembre 2006 | Grèce | 10 - 10              | Croatie |  |  |
| 17h15            |       | (2-2, 1-1, 4-4, 3-3) |         |  |  |

| 3 septembre 2006 | Hongrie | 13 - 6               | Italie |  |  |
| 18h45            |         | (3-2, 6-2, 2-1, 2-1) |        |  |  |

| 4 septembre 2006 | Italie | 20 - 7               | Slovénie |  |  |
| 13h00            |        | (7-1, 3-1, 4-2, 6-3) |          |  |  |

| 4 septembre 2006 | Hongrie | 10 - 8               | Grèce |  |  |
| 17h15            |         | (3-2, 3-2, 1-2, 3-2) |       |  |  |

| 4 septembre 2006 | Croatie | 9 - 9                | Allemagne |  |  |
| 18h45            |         | (2-2, 3-3, 2-4, 4-5) |           |  |  |

| 5 septembre 2006 | Slovénie | 8 - 19               | Croatie |  |  |
| 10h00            |          | (2-7, 3-5, 2-4, 1-3) |         |  |  |

| 5 septembre 2006 | Allemagne | 10 - 20              | Hongrie |  |  |
| 17h15            |           | (1-7, 4-4, 5-3, 0-6) |         |  |  |

| 5 septembre 2006 | Grèce | 11 - 14              | Italie |  |  |
| 18h45            |       | (2-2, 3-3, 2-4, 4-5) |        |  |  |

## Phase finale
|  | Quarts de finale          | Quarts de finale         |                          |                          | Demi-finales             | Demi-finales             |  |  | Finale                    | Finale                    |
|  | Quarts de finale          | Quarts de finale         |                          |                          | Demi-finales             | Demi-finales             |  |  | Finale                    | Finale                    |
|  |                           |                          |                          |                          |                          |                          |  |  |                           |                           |
|  | 7 septembre 2006 à 18h45  | 7 septembre 2006 à 18h45 |                          |                          | 8 septembre 2006 à 20h15 | 8 septembre 2006 à 20h15 |  |  | 10 septembre 2006 à 21h00 | 10 septembre 2006 à 21h00 |
|  | 7 septembre 2006 à 18h45  | 7 septembre 2006 à 18h45 |                          |                          | 8 septembre 2006 à 20h15 | 8 septembre 2006 à 20h15 |  |  | 10 septembre 2006 à 21h00 | 10 septembre 2006 à 21h00 |
|  | 7 septembre 2006 à 18h45  | 7 septembre 2006 à 18h45 | Espagne                  | 10                       |                          |                          |  |  | 10 septembre 2006 à 21h00 | 10 septembre 2006 à 21h00 |
|  | [B3] Espagne              | 12                       | Espagne                  | 10                       |                          |                          |  |  | 10 septembre 2006 à 21h00 | 10 septembre 2006 à 21h00 |
|  | [B3] Espagne              | 12                       | [B1] Hongrie             | 16                       |                          |                          |  |  | 10 septembre 2006 à 21h00 | 10 septembre 2006 à 21h00 |
|  | [A2] Grèce                | 10                       | [B1] Hongrie             | 16                       |                          |                          |  |  | 10 septembre 2006 à 21h00 | 10 septembre 2006 à 21h00 |
|  | [A2] Grèce                | 10                       | 8 septembre 2006 à 18h45 | 8 septembre 2006 à 18h45 | Serbie                   | 9                        |  |  |                           |                           |
|  | 7 septembre 2006 à 20h15  |                          | 8 septembre 2006 à 18h45 | 8 septembre 2006 à 18h45 | Serbie                   | 9                        |  |  |                           |                           |
|  |                           | Hongrie                  | 8 septembre 2006 à 18h45 | 8 septembre 2006 à 18h45 | 8                        |                          |  |  |                           |                           |
|  | [A3] Roumanie             | Hongrie                  | 8 septembre 2006 à 18h45 | 8 septembre 2006 à 18h45 | 8                        | 10                       |  |  |                           |                           |
|  | [A3] Roumanie             | Roumanie                 | 6                        |                          |                          | 10                       |  |  |                           |                           |
|  | [B2] Italie               | Roumanie                 | 6                        | 9                        |                          |                          |  |  |                           |                           |
|  | [B2] Italie               | [A1] Serbie              | 13                       | 9                        |                          |                          |  |  |                           |                           |
|  |                           | [A1] Serbie              | 13                       | Match pour la 3e place   |                          |                          |  |  |                           |                           |
|  |                           |                          |                          |                          |                          |                          |  |  |                           |                           |
|  | 10 septembre 2006 à 18h45 |                          |                          |                          |                          |                          |  |  |                           |                           |
|  |                           |                          |                          |                          |                          |                          |  |  |                           |                           |
|  | Roumanie                  | 4                        |                          |                          |                          |                          |  |  |                           |                           |
|  | Roumanie                  | 4                        |                          |                          |                          |                          |  |  |                           |                           |
|  | Espagne                   | 10                       |                          |                          |                          |                          |  |  |                           |                           |
|  | Espagne                   | 10                       |                          |                          |                          |                          |  |  |                           |                           |

## Statistiques et récompenses

### Médaillés
| Édition       | Or | Argent | Bronze |
| ------------- | --- | --- | --- |
| Belgrade 2006 | Serbie Aleksandar Ćirić Filip Filipović Živko Gocić Danilo Ikodinović Slobodan Nikić Branko Peković Duško Pijetlović Andrija Prlainović Aleksandar Šapić Dejan Savić Denis Šefik Slobodan Soro Petar Trbojević Vanja Udovičić Vladimir Vujasinović Sélectionneur : Dejan Udovičić | Hongrie Péter Biros Rajmund Fodor Miklós Gór-Nagy Norbert Hosnyánszky Gábor Jászberényi Tamás Kásás Gábor Kis Gergely Kiss Norbert Madaras Tamás Molnár Ádám Steinmetz Zoltán Szécsi Márton Szívós Dániel Varga Dénes Varga Sélectionneur : Dénes Kemény | Espagne Inaki Aguilar Ángel Andreo Mario García Xavier García Blai Mallarach David Martín Marc Minguell Guillermo Molina Sergio Mora Iván Pérez Felipe Perrone Ricardo Perrone Oscar Rey José Rodríguez Xavier Vallès Sélectionneur : Rafael Aguilar |